# Aksu, Hasankeyf
Aksu là một xã thuộc huyện Hasankeyf, tỉnh Batman, Thổ Nhĩ Kỳ. Dân số thời điểm năm 2011 là 265 người.